# 芦野芳晴
芦野 芳晴（あしの よしはる、1965年3月1日- ）は、山形県東根市出身のアニメーター、アニメーション監督。2015年現在、フリーランス。

## 来歴
地元の高校を卒業後、楽器屋勤務を経て東京デザイナー学院（現・東京ネットウエイブ）に進学するも、中退。
1986年、アニメ下請け制作会社のスタジオ・マークに入社。『めぞん一刻』や『機動戦士ガンダムΖΖ』の動画を担当してキャリアをスタート。
スタジオ・マークを退社後、渡辺プロモーション→マッドハウス→ウォルト・ディズニー・アニメーション・スタジオ・ジャパン→STUDIO 4℃と数々のアニメ制作会社でアニメーターやアニメーション演出家として活動を続ける。
2009年、初監督を務めた映画『ファースト・スクワッド』（STUDIO 4℃制作）がモスクワ映画祭に出品され、特別賞「コメルサント賞」を受賞。
その後、『魔法少女まどか☆マギカ』や『ちはやふる』シリーズ、『偽物語』等の人気作で絵コンテを担当。
2014年の『クロスアンジュ 天使と竜の輪舞』で監督を務める。
2019年、『聖闘士星矢』を3DCGアニメーションで完全リメイクしてNetflixオリジナルシリーズとして全世界で配信されることになった『聖闘士星矢: Knights of the Zodiac』を監督。2023年、セカンドシーズンとなる『聖闘士星矢: Knights of the Zodiac バトル・サンクチュアリ』を監督。

## 主な参加作品

### テレビアニメ
1986年
- 機動戦士ガンダムΖΖ（1986年 - 1987年、動画） - デビュー作。

1987年
- 機甲戦記ドラグナー（1987年 - 1988年、原画・動画・作画監督補佐）

1988年
- 鎧伝サムライトルーパー（1988年 - 1989年、原画）

1989年
- YAWARA!（1989年 - 1992年、原画）

1994年
- D・N・A² 〜何処かで失くしたあいつのアイツ〜（原画）

1995年
- あずきちゃん（1995年 - 1998年、キャラクターデザイン（※川尻善昭との連名）・作画監督・絵コンテ・演出・2ndED絵コンテ/演出/作画）

1996年
- こどものおもちゃ（1996年 - 1998年、原画）

1998年
- Bビーダマン爆外伝（作画監督・アイキャッチ・2ndED絵コンテ/演出/作監）
- カードキャプターさくら（原画）

2000年
- Buzz Lightyear of Star Command  (作画監督）

2004年
- 魔法少女隊アルス（監督）

2005年
- 機動新撰組 萌えよ剣 TV（OP原画）
- 闘牌伝説アカギ 〜闇に舞い降りた天才〜（2005年 - 2006年、絵コンテ）

2006年
- TOKYO TRIBE2（OP作画）

2007年
- 大江戸ロケット（絵コンテ）
- CLAYMORE（絵コンテ）

2008年
- スティッチ!（絵コンテ）

2009年
- はじめの一歩 New Challenger（原画）

2010年
- はなまる幼稚園（第2話ED絵コンテ/演出）

2011年
- 魔法少女まどか☆マギカ（絵コンテ・原画）
- ThunderCats (2011 TV series)（ディレクター）
- ちはやふる（絵コンテ）

2012年
- 偽物語（絵コンテ）

2013年
- ちはやふる2（絵コンテ）
- ハヤテのごとく! Cuties（絵コンテ）
- げんしけん 二代目（絵コンテ・ED絵コンテ/演出）
- サムライフラメンコ（絵コンテ）
- ガンダムビルドファイターズ（絵コンテ）

2014年
- ダイヤのA（ED絵コンテ・ED演出・ED原画）
- クロスアンジュ 天使と竜の輪舞（監督・絵コンテ・演出・原画）
- 神撃のバハムート GENESIS（絵コンテ）

2015年
- GANGSTA.（絵コンテ）
- 機動戦士ガンダム 鉄血のオルフェンズ（絵コンテ）

2016年
- コンクリート・レボルティオ〜超人幻想〜THE LAST SONG（絵コンテ）
- D.Gray-man HALLOW（監督）

2017年
- ちるらん にぶんの壱（絵コンテ・演出・原画）
- ROBOMASTERS THE ANIMATED SERIES（OP絵コンテ）

2018年
- 刻刻（絵コンテ）

2024年
- アクロトリップ（絵コンテ）

2025年
- Dr.STONE SCIENCE FUTURE（絵コンテ）

### 劇場アニメ
- うる星やつら いつだってマイ・ダーリン（1991年、原画）
- お星さまのレール（1993年、原画）
- ドラゴンボールZ 銀河ギリギリ!!ぶっちぎりの凄い奴  (1993年、原画）
- ドラゴンボールZ 超戦士撃破!!勝つのはオレだ  (1994年、原画）
- アンネの日記（1995年、原画）
- 名探偵コナン 14番目の標的  (1998年、原画）
- 劇場版カードキャプターさくら 封印されたカード（2000年、作画監督協力）
- アリーテ姫（2001年、原画）
- 茄子 アンダルシアの夏（2003年、原画）
- マインド・ゲーム（2004年、原画）
- ファースト・スクワッド（2009年、監督）
- 映画『ベルセルク 黄金時代篇III 降臨』（2013年、演出）
- シンドバッド ～真昼の夜とふしぎの門～（2015年、絵コンテ）

### OVA
- 銀河英雄伝説第1期 （1989年、原画）
- ロードス島戦記（1990年、動画チェック）
- 機神兵団（1993年、原画）
- X2 ダブルエックス（1993年、原画）
- 幽幻怪社（1994年、原画）
- 魔法少女隊アルス THE ADVENTURE（2007年、監督）
- SUPERNATURAL: THE ANIMATION（2011年、絵コンテ）
- Green Lantern: Emerald Knights (2011年、作画監督・演出・原画）
- かってに改蔵（2011年、絵コンテ）
- Justice League: The Flashpoint Paradox （2013年、製作監督・絵コンテ・原画）

### Webアニメ
- きまぐれロボット （2004年、監督）
- 聖闘士星矢: Knights of the Zodiac（2019年、監督）
- 聖闘士星矢: Knights of the Zodiac バトル・サンクチュアリ（2023年、監督）
- ザ・アメイジング・デジタル・サーカス (2025年、2Dアニメ演出・絵コンテ)[5]

### CM
- 森永製菓「森永ミルクキャラメル」発売100周年記念スペシャルムービー「一粒に変わらぬ愛をこめて」（2013年、監督[6]